# Culture du Liechtenstein

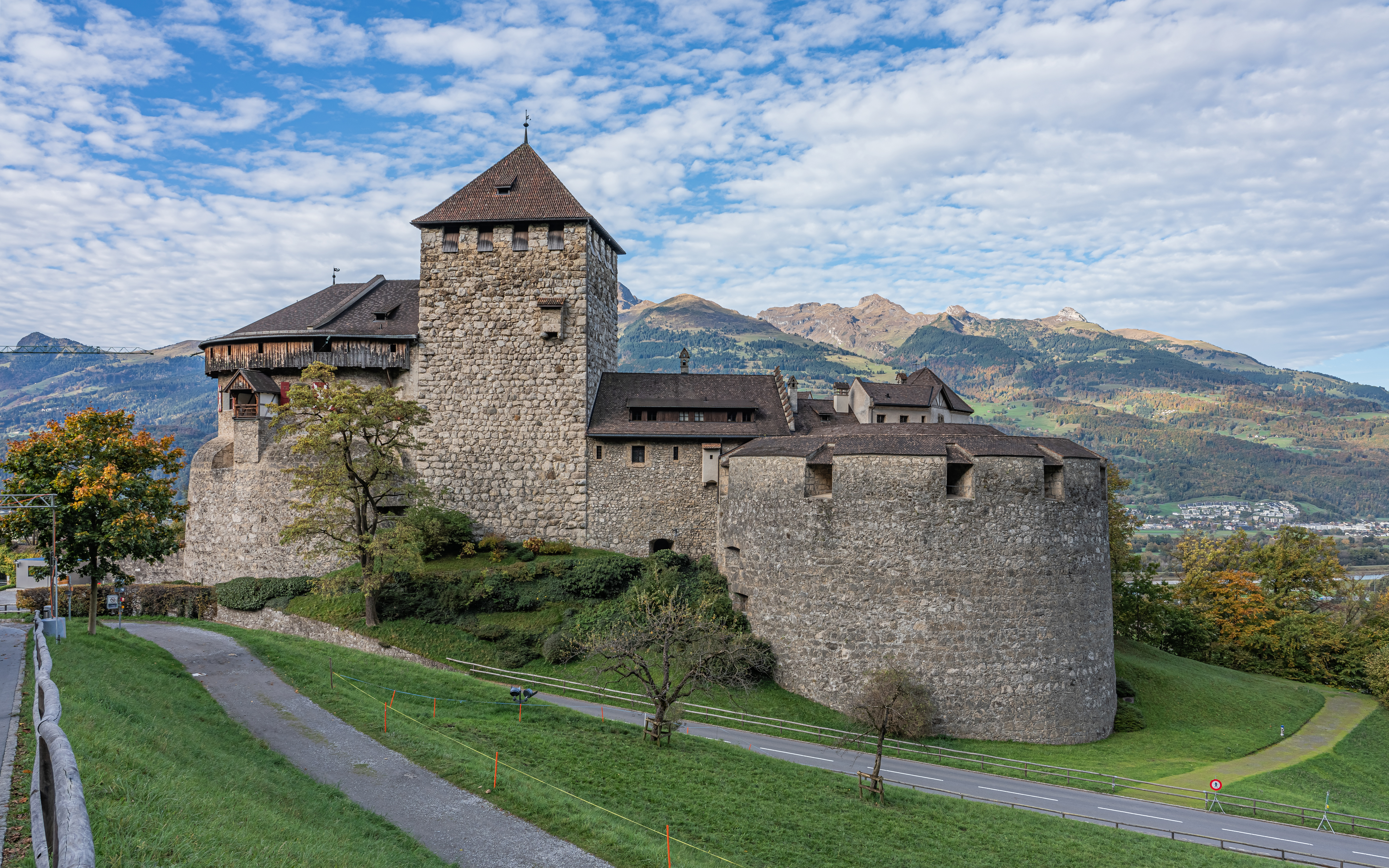
Château de Vaduz

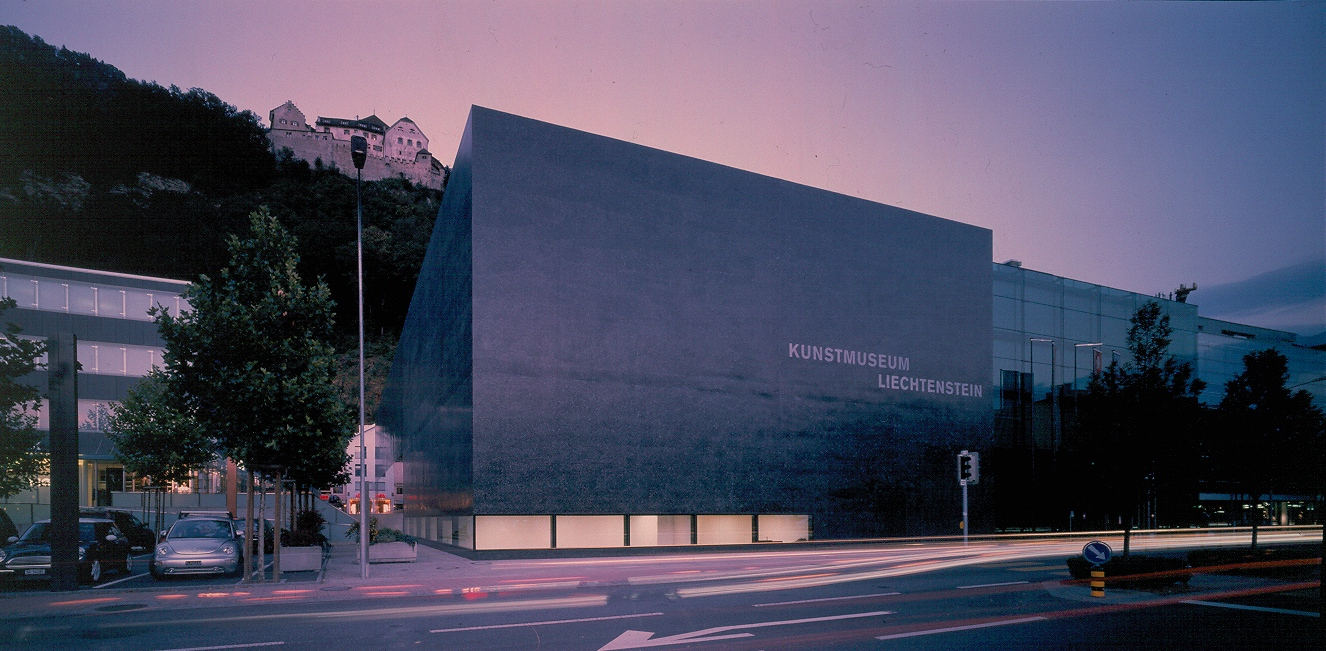
Musée des beaux-arts du Liechtenstein à Vaduz

La culture du Liechtenstein, pays enclavé de l'Europe centrale, désigne d'abord les pratiques culturelles observables de ses habitants (40 000, estimation 2017).
La culture du Liechtenstein comporte une large gamme d’activités ou d’associations culturelles et artistiques. L’étroite proximité de traditions rurales vivantes et d’échanges internationaux intenses qui caractérise le Liechtenstein constitue le socle de la vie culturelle. Les concerts, le théâtre, la danse et le cabaret ainsi que les musées, les galeries et les ateliers forment un pôle d’attraction pour les amis de la culture de toute la région.

## Langue
Selon la constitution la seule langue officielle est l'allemand. Les dialectes  parlés par la population autochtone sont des variantes de l'alémanique proches de l'alsacien.

## Littérature
Activités scientifiques:
Les activités scientifiques se sont développées seulement dans les dernières décennies, d'une part dans le cadre de l'industrialisation, d'autre part parallèlement à l'émergence d'une élite intellectuelle, et enfin comme conséquence d'un intérêt grandissant pour l'histoire du pays.
La recherche appliquée se développe au sein des entreprises industrielles telles Hilti, Krupp-Presta, ITW, Ivoclar, Balzers, Hilcona, ...
Les publications scientifiques se font dans le cadre d'associations comme Historischer Verein, LAV, Naturwissenschaftliches Forum, qui se consacrent aussi ä la vulgarisation scientifique.

## Arts visuels

### Architecture
- Architecture au Liechtenstein

## Arts du spectacle

### Musique
La culture populaire, est caractérisée par des chorales et des orchestres harmoniques  exisant depuis plusieurs décennies, et regrouppant souvent plusieurs générations d'une même famille. La fédération des Chorales "Fürstlich liechtensteinischer Sängerbund" (flsb.li) se targue d'être la plus grande organisation culturelle du pays avec une trentaine de chorales 
un mouvement plus récent, est portée par une jeune génération ayant donné naissance à plusieurs groupes de rock ou de pop dont la renommée dépasse parfois les frontières locales.

### Théâtre
L’unique théâtre de la principauté, le Théâtre de la Place de l’Église (Theater am Kirchplatz), se trouve à Schaan. Mais depuis octobre 2003, Vaduz abrite également le Kleintheater Schlösslekeller, qui propose des concerts, des numéros d'humoristes ou des représentations de petites pièces. La principauté compte plusieurs artistes locaux reconnus dans leur domaine, comme le sculpteur Georg Malin et les peintres Bruno Kaufmann et Martin Frommelt.

## Patrimoine

### Musées
- Liste de musées au Liechtenstein

Le musée des beaux-arts du Liechtenstein (Kunstmuseum Liechtenstein) construit par les architectes suisses Morger, Degelo et Kerez et inauguré en 2000, est un véritable emblème architectonique. La façade, un béton teinté coulé sans joint et essentiellement constitué de pierre noire de basalte et de gravier de rivière coloré, a été traitée de manière que sa surface réfléchissante produise des effets de matière et de lumière. En tant que musée d’art moderne et contemporain, le bâtiment abrite la collection nationale d’art et il offre régulièrement des expositions temporaires.
On trouve aussi au Liechstenstein un musée national (Landesmuseum), inauguré en novembre 2003, un musée du ski (Skimuseum), un musée de la poste (Postmuseum) ou encore un musée de la machine à calculer où est exposée notamment la Curta.